# Piotr Kowalczuk

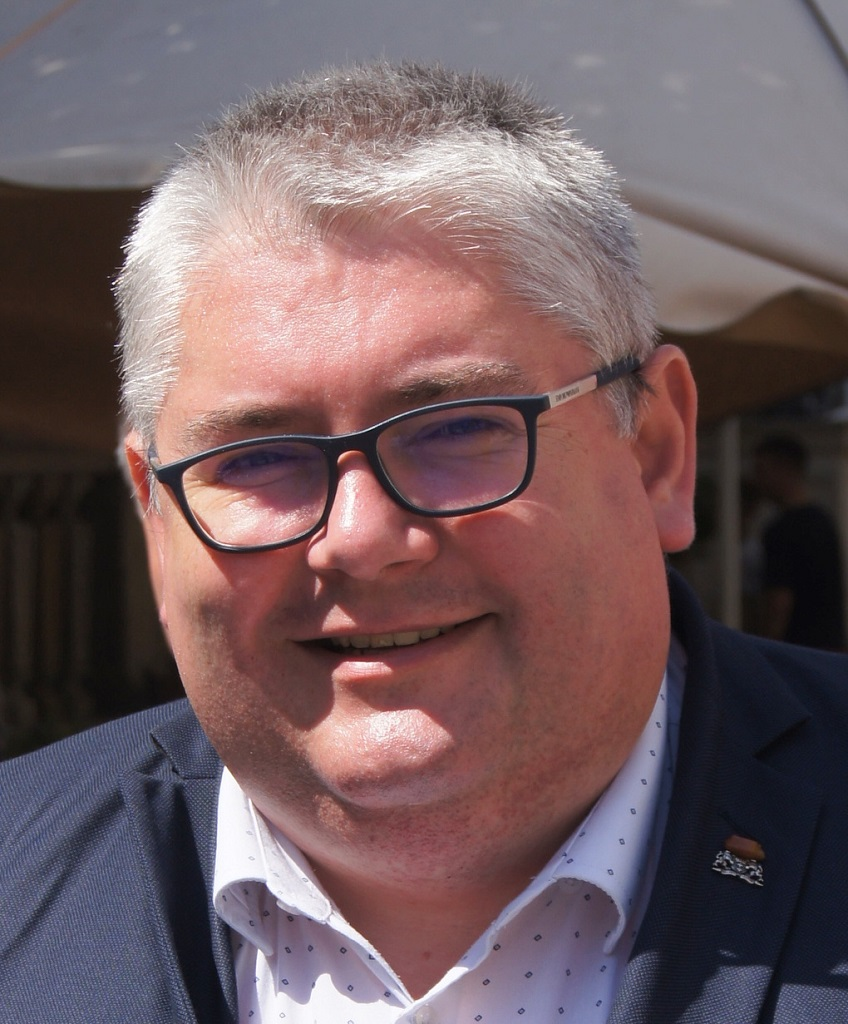
Piotr Kowalczuk (2018)

Piotr Stanisław Kowalczuk (* 15. Juni 1976 in Danzig, Polen) ist ein polnischer Pädagoge und Kommunalpolitiker. Im November 2020 trat er von der Position des stellvertretenden Stadtpräsidenten von Danzig zurück, ein Amt, das er seit 2014 innehatte.

## Leben
Kowalczuk absolvierte ein Studium an der Universität Danzig und in Warschau. Anschließend arbeitete er mehr als zwölf Jahre als Lehrer, unter anderem als Erzieher von behinderten Kindern. Im Jahr 2010 wurde er Leiter der Abteilung für soziale Kommunikation im Danziger Rathaus. Kowalczuk gehörte zu dem Team, das die Fußball-Europameisterschaft 2012 vorbereitete. Drei Jahre später wurde er stellvertretender Direktor der Abteilung Bildung der Stadt. Im April 2014 übernahm er die neu geschaffenen Abteilung für soziale Entwicklung.
Stadtpräsident Adamowicz ernannte Piotr Kowalczuk 2014 zum stellvertretenden Stadtpräsidenten und Verantwortlichen für Sozialpolitik und Bildung. Ferner wurde er Vorsitzender des Ausschusses für soziale Entwicklung der Dreistadt. Bei den Kommunalwahlen 2018 kandidierte er vergeblich für einen Sitz im Stadtrat von Danzig Nach der Ermordung von Adamowicz im Januar 2019 wurde Kowalczuk in der Öffentlichkeit bekannt, da er sich mit der Mutter des Mörders traf. – Ende November 2020 trat er überraschend von der Position des stellvertretenden Stadtpräsidenten zurück.
Kowalczuk ist verheiratet. Im Januar 2020 erhielt er das mit Ehrenabzeichen für Verdienste zum Schutz der Kinderrechte des polnischen Präsidenten.